# Lina Länsberg
Lina Länsberg (Karlstad, 13 de marzo de 1982) es una artista marcial mixta sueca.

## Carrera de Muay Thai
Länsberg comenzó a entrenar en Muay Thai en 2003, a la edad de 21 años. Durante su condecorada carrera en el Muay Thai luchó en los escenarios más grandes, ganando la medalla de oro en el Campeonato Mundial de la IFMA dos veces, 2008 y 2012. Ganó la medalla de plata dos veces, 2010 y 2011, y el bronce una vez, 2007. También ganó la medalla de oro en el Campeonato Europeo de Muay Thai IFMA-EMF en 2013, y la medalla de bronce en 2012.
Ganó el Campeonato Sueco de Muay Thai tres veces, en 2007, 2012 y 2013, así como el Campeonato Nórdico en 2010. También ganó el título de Muay Thai profesional escandinavo del WMC en 2012. Su récord en Muay Thai es de 37-11, incluyendo combates contra nombres de primera línea como Valentina Shevchenko.

## Carrera de artes marciales mixtas
En su debut profesional en las MMA, Länsberg luchó contra la también sueca Pannie Kianzad el 29 de diciembre de 2012 en el Trophy MMA 1. A continuación, ganaría sus siguientes 6 combates (4 por TKO, 2 por decisión) mientras competía en Cage Warriors y otras promociones europeas. Esto incluyó su derrota de Alexandra Buch por TKO en la primera ronda el 16 de mayo de 2015, en Superior Challenge 12, para ganar el título promocional de peso gallo femenino. Otra gran victoria llegó por decisión unánime contra la checa Lucie Pudilová el 28 de noviembre de 2015, en Battle of Botnia 2015.

### Ultimate Fighting Championship
Länsberg hizo su debut en la UFC, como una gran subestimada, en el evento principal contra Cris Cyborg el 24 de septiembre de 2016, en UFC Fight Night 95. Perdió la pelea por TKO en la segunda ronda.
Se esperaba que Länsberg se enfrentara por primera vez a Veronica Macedo el 18 de marzo de 2017, en el UFC Fight Night 107. Sin embargo, Macedo tuvo que retirarse más tarde debido a una lesión. En su lugar, Länsberg tuvo una revancha con Pudilová en el mismo evento. Fue una pelea de ida y vuelta, en la que Länsberg parecía tener el control durante los dos primeros asaltos y Pudilová se recuperó en el tercero, al final Länsberg ganó por decisión unánime. Posteriormente, expresó su decepción por su actuación, y dijo que creía que tal vez debería haberse concedido la victoria a Pudilová. A pesar de ello, la mayoría de las tarjetas de puntuación de los medios de comunicación seguían estando de acuerdo con los jueces y daban por ganadora a Länsberg.
Se esperaba que Länsberg se enfrentara a Leslie Smith el 16 de julio de 2017 en el UFC Fight Night 113. Sin embargo, más tarde tuvo que retirarse de la pelea debido a una lesión y fue sustituida por Amanda Lemos.
Länsberg se enfrentó a Aspen Ladd el 21 de octubre de 2017, en el UFC Fight Night 118. Perdió la pelea por TKO en el segundo asalto.
Länsberg se enfrentó a Gina Mazany el 27 de mayo de 2018, en UFC Fight Night 130. Ganó la pelea por decisión unánime.
Luego se enfrentó a la ex campeona de peso gallo de Invicta FC, Yana Kunitskaya, el 6 de octubre de 2018, en UFC 229. Perdió la pelea por decisión unánime.
Länsberg se enfrentó a la ex campeona de peso gallo de Invicta FC durante mucho tiempo, Tonya Evinger, el 1 de junio de 2019, en UFC Fight Night 153. A pesar de entrar en el concurso como un gran desvalorizado, ganó la pelea por decisión unánime.
En su siguiente pelea, Länsberg se enfrentó a Macy Chiasson el 28 de septiembre de 2019, en UFC Fight Night 160. Ganó la pelea por decisión unánime.
Länsberg se enfrentó a Sara McMann el 25 de enero de 2020, en UFC Fight Night 166. Perdió la pelea por decisión unánime.
Después de dos años sin competir debido a dar a luz, Länsberg se enfrentó a Pannie Kianzad el 16 de abril de 2022 en UFC on ESPN 34. Länsberg perdió la pelea por decisión unánime.
El 22 de octubre de 2022, en el evento UFC 280 que se celebró en Abu Dabi, en los Emiratos Árabes Unidos, Länsberg perdió el combate por decisión de mayoría contra la brasileña Karol Rosa.

## Vida personal
Está casada con el también luchador de la UFC Akira Corassani, con quien tuvo una hija nacida en 2021.

## Récord en artes marciales mixtas
| Resultado | Récord | Oponente               | Método               | Evento                                    | Fecha                    | Ronda | Tiempo | Localización |
| --------- | ------ | ---------------------- | -------------------- | ----------------------------------------- | ------------------------ | ----- | ------ | ------------ |
| Derrota   | 10–8   | Mayra Bueno Silva      | Sumisión (kneebar)   | UFC Fight Night 219                       | 18 de febrero de 2023    | 2     | 4:45   | Enterprise   |
| Derrota   | 10–7   | Karol Rosa             | Decisión (mayoría)   | UFC 280                                   | 22 de octubre de 2022    | 3     | 5:00   | Abu Dabi     |
| Derrota   | 10–6   | Pannie Kianzad         | Decisión (unánime)   | UFC on ESPN: Luque vs. Muhammad 2         | 16 de abril de 2022      | 3     | 5:00   | Las Vegas    |
| Derrota   | 10–5   | Sara McMann            | Decisión (unánime)   | UFC Fight Night: Blaydes vs. dos Santos   | 25 de enero de 2020      | 3     | 5:00   | Raleigh      |
| Victoria  | 10–4   | Macy Chiasson          | Decisión (unánime)   | UFC Fight Night: Hermansson vs. Cannonier | 28 de septiembre de 2019 | 3     | 5:00   | Copenhague   |
| Victoria  | 9–4    | Tonya Evinger          | Decisión (unánime)   | UFC Fight Night: Gustafsson vs. Smith     | 1 de junio de 2019       | 3     | 5:00   | Estocolmo    |
| Derrota   | 8–4    | Yana Kunitskaya        | Decisión (unánime)   | UFC 229                                   | 6 de octubre de 2018     | 3     | 5:00   | Las Vegas    |
| Victoria  | 8–3    | Gina Mazany            | Decisión (unánime)   | UFC Fight Night: Thompson vs. Till        | 27 de mayo de 2018       | 3     | 5:00   | Liverpool    |
| Derrota   | 7–3    | Aspen Ladd             | TKO (golpes)         | UFC Fight Night: Cerrone vs. Till         | 21 de octubre de 2017    | 2     | 2:33   | Gdansk       |
| Victoria  | 7–2    | Lucie Pudilová         | Decisión (unánime)   | UFC Fight Night: Manuwa vs. Anderson      | 18 de marzo de 2017      | 3     | 5:00   | Londres      |
| Derrota   | 6–2    | Cris Cyborg            | TKO (golpes)         | UFC Fight Night: Cyborg vs. Lansberg      | 24 de septiembre de 2016 | 2     | 2:29   | Brasilia     |
| Victoria  | 6–1    | Maria Hougaard Djursaa | TKO (golpes)         | Odense Fight Night 5                      | 12 de marzo de 2016      | 2     | 2:00   | Odense       |
| Victoria  | 5–1    | Lucie Pudilová         | Decisión (unánime)   | Battle of Botnia 2015                     | 28 de noviembre de 2015  | 3     | 5:00   | Umeå         |
| Victoria  | 4–1    | Alexandra Buch         | Decisión (unánime)   | Superior Challenge 12                     | 16 de mayo de 2015       | 1     | 2:33   | Malmö        |
| Victoria  | 3–1    | Laura Howarth          | TKO (retirement)     | Cage Warriors FC 71                       | 22 de agosto de 2014     | 1     | 5:00   | Amán         |
| Victoria  | 2–1    | Emma Delaney           | TKO (golpes y codos) | Cage Warriors FC 66                       | 22 de marzo de 2014      | 3     | 2:26   | Ballerup     |
| Victoria  | 1–1    | L.J. Adams             | Decisión (unánime)   | Heroes FC                                 | 23 de marzo de 2013      | 3     | 5:00   | Halmstad     |
| Derrota   | 0–1    | Pannie Kianzad         | TKO (golpes)         | Trophy MMA 1                              | 12 de diciembre de 2012  | 3     | 4:44   | Malmö        |